# Спартокиди
Спартокидите (на гръцки: Σπαρτοκίδαι, Spartokídai; на латински: Spartocids) са тракийска династия, управлявала Боспорското царство на полуостров Крим през 438 пр.н.е. – 108 пр.н.е. след Археанактидите (Archaeanactids).
Основател на царската династия е Спарток I (управлявал през 438–433 пр.н.е.). Спартокидите са сменени от династията на Аспургидите (Aspurgiden).

## Династия Спартокиди
- Спарток I (Spartokos I.) 438/7–433/2 пр.н.е.
- Сатир I (Satyros I.) 433/2–389/8 пр.н.е.
- Селевк I (Seleukos I.) 433/2–393/2 пр.н.е.
- Левкон I (Leukon I.) 389/8–349/8 пр.н.е.
- Горгип (Gorgippos) в Gorgippia
- Перисад I (Pairisades I.) 349/8–311/10 пр.н.е.
- Спарток II (Spartokos II.) 349/8–344/3 пр.н.е.
- Аполоний (Apollonios) 349/8–345 пр.н.е.
- Сатир II (Satyros II.) 311/10–310/09 пр.н.е.
- Притан|310/309 пр.н.е.
- Евмел|(Eumelos) 310/09–304/3 пр.н.е.
- Спарток III (Spartokos III.) 304/3–284/3 пр.н.е.
- Селевк II (Seleukos II.) 304/3–? пр.н.е.
- Перисад II (Pairisades II.) 284/3–245 пр.н.е.
- Сатир III (Satyros III.) 284/3–? пр.н.е.
- Спарток IV (Spartokos IV.) 245–240 пр.н.е.
- Левкон II (Leukon I.) 240–220 пр.н.е.
- Hигиенонт	(Hygiainon) 220–200 пр.н.е.
- Спарток V (Spartokos V.) 200–180 пр.н.е.
- Камасария Филотекнос (Kamasarye Philoteknos, регентка) 180–160 пр.н.е.
- Перисад II (Pairisades III.) 180–150 пр.н.е.
- Перисад IV (Pairisades IV. Philometor) 150–125 пр.н.е.
- Перисад V (Pairisades V.) 125–108 пр.н.е.